# Symphyogyna trivitatta
Symphyogyna trivitatta là một loài rêu trong họ Pallaviciniaceae. Loài này được Spruce mô tả khoa học đầu tiên năm 1894.
Danh pháp khoa học của loài này chưa được làm sáng tỏ. 